# Ecopaper
Fabrica de hârtie din Zărnești a fost înființată în 1852, cu finanțarea Caselor de Comerț din Brașov și la inițiativa cărturarului George Barițiu.
În 1857 este atestată fabricarea hârtiei.
În 1889 ia naștere Fabrica de celuloză, ca patru ani mai târziu să se producă celuloza din lemn de rășinoase.
În urma naționalizării, la 1 septembrie 1948 se comasează cele două fabrici în Fabrica de celuloză și hârtie  „Nicolae Bălcescu” Zărnești.
În 1990 este redenumită în S.C. Celohart S.A., ca în 2002 să se numească S.C. EcoPaper S.A..
A fost proiectată de arhitectul Ștefan Emilian.